# Cantón Salcedo
Cantón Salcedo är en kanton i Ecuador.   Den ligger i provinsen Cotopaxi, i den centrala delen av landet, 90 km söder om huvudstaden Quito. Antalet invånare är 70 000. Arean är 484 kvadratkilometer.
Terrängen i Cantón Salcedo är bergig söderut, men norrut är den kuperad.